# (5910) Zátopek
(5910) Zátopek es un asteroide perteneciente al cinturón de asteroides, región del sistema solar que se encuentra entre las órbitas de Marte y Júpiter, descubierto el 29 de noviembre de 1989 por Antonín Mrkos desde el Observatorio Kleť, České Budějovice, República Checa.

## Designación y nombre
Designado provisionalmente como 1989 WH4. Fue nombrado Zátopek en homenaje al gran corredor de larga distancia checoslovaco, Emil Zátopek. En una carrera de doce años estableció dieciocho récords mundiales y ganó cinco medallas olímpicas: plata en 1948 y oro en 1952 a 5000 m, oro en 1948 y 1952 a 10 000 m, y oro en el maratón de 1952. El nombre también honra a su esposa Dana, quien ganó el oro olímpico por la jabalina en 1952.

## Características orbitales
Zátopek está situado a una distancia media del Sol de 2,281 ua, pudiendo alejarse hasta 2,593 ua y acercarse hasta 1,969 ua. Su excentricidad es 0,136 y la inclinación orbital 5,003 grados. Emplea 1258,96 días en completar una órbita alrededor del Sol.

## Características físicas
La magnitud absoluta de Zátopek es 13,9. Tiene 4,256 km de diámetro y su albedo se estima en 0,298. 